# Leopold I. Anhaltsko-Desavský
Leopold I. Anhaltsko-Desavský, též zvaný Starý Desavan (3. července 1676 Dessau – 7. nebo 9. dubna 1747 tamtéž), byl kníže anhaltsko-desavský (1693 do 1747) a vojenský velitel. Jeho otcem byl Jan Jiří II. Anhaltsko-Desavský a matka Henrietta Kateřina Oranžská. Proslul především jako schopný vojevůdce.

## Rodina a potomstvo

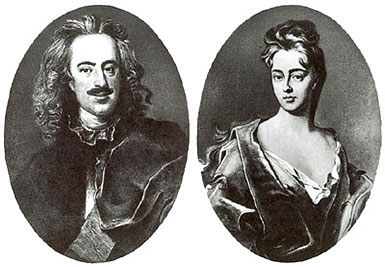
Leopold s manželkou Annou

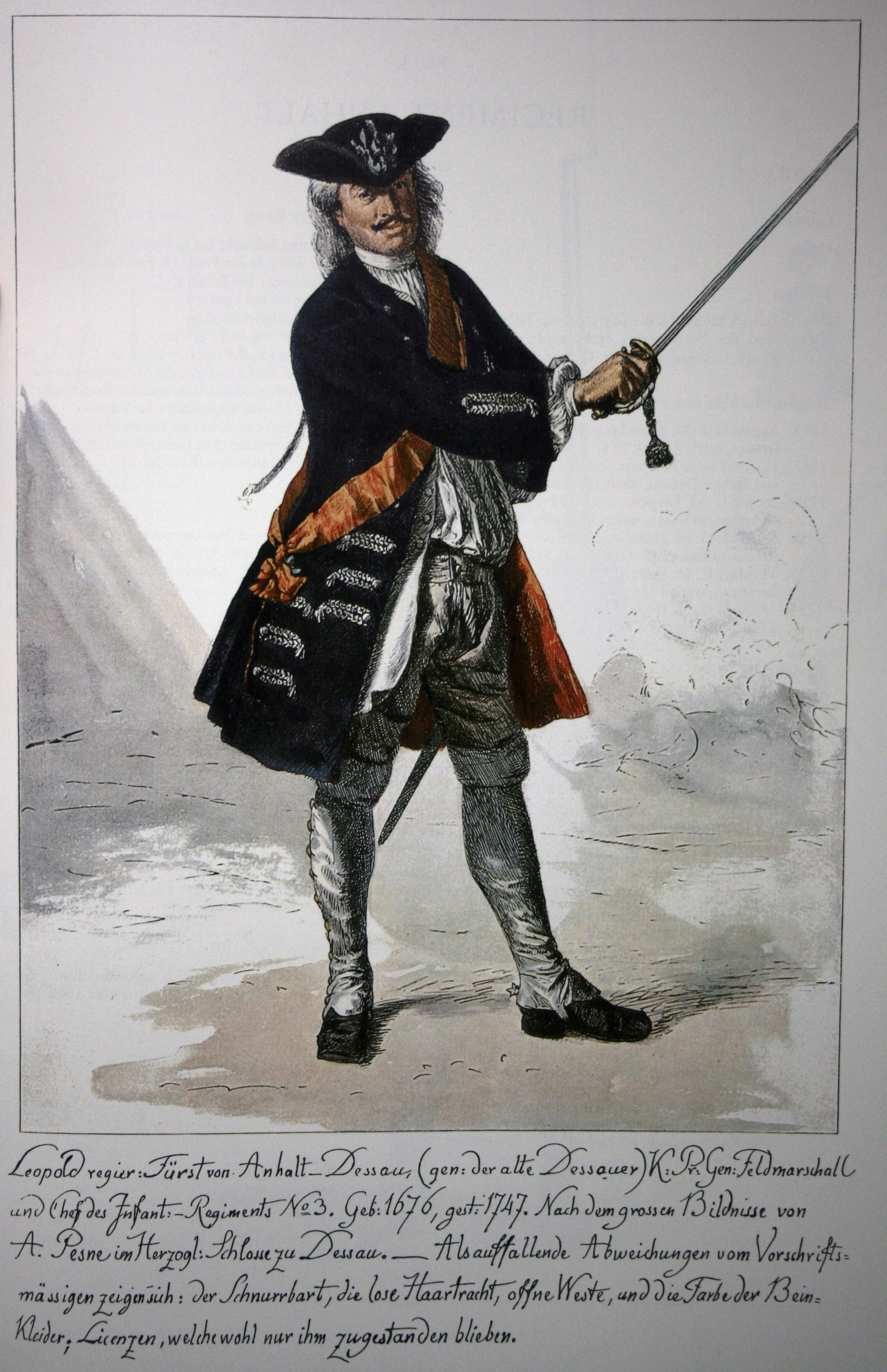
Leopold vyobrazený při výcviku pruské armády

Leopold se narodil v Dessau jako devátý z deseti dětí (a mladší ze dvou synů) Janu Jiřímu II. Anhaltsko-Desavskému a jeho manželce Henriettě Kateřině Oranžské. Jeho dědečkem z matčiny strany byl Frederik Hendrik Oranžský, princ oranžský. Leopold měl osm sester, přičemž dospělosti se jich dožilo pět, a jednoho bratra, který ale zemřel ve dvou letech.

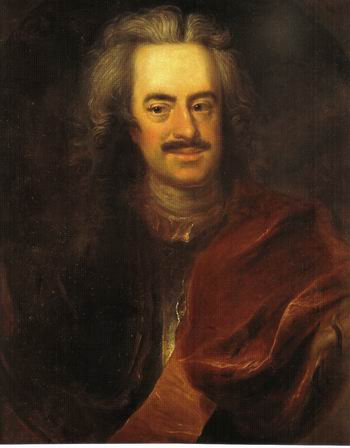
Leopold I. v roce 1676

Jako mladý se Leopold zamiloval do Anny Luisy Föhsové (1677–1745), dcery lékárníka. Leopoldova matka se snažila jejich vztah přerušit tím, že posílala svého syna na daleké cesty do zahraničí, avšak nepodařilo se jí to. Rok po dosažení plnoletosti, 15. září 1698, se s Annou oženil. Tento pár měl spolu celkem deset dětí. Nezvyklé je i to, že až na jednu dceru (Henriettu Marii Louisu) se všechny dožily dospělosti. 
Manželství Leopolda s Annou bylo dle všeho velmi šťastné a Anna několikrát svého manžela doprovázela až na bojiště. Přestože nebyla šlechtického původu, jejich děti se díky dokumentu z 29. prosince 1701 staly hrabaty a hraběnkami.
Leopoldovým následníkem se stal jeho syn Leopold II. Maximilián. Další z jeho synů, Dětřich, byl pruský generál, avšak nejslavnější z jeho synů se stal Mořic.

### Potomci
- 1. Vilém Gustav (20. 6. 1699 Dessau – 16. 12. 1737 tamtéž), manž. 1726 (morganatické) Johanna Sophia Herre (8. 7. 1706 Dessau – 5. 6. 1796 tamtéž)[2]
- 2. Leopold II. Maxmilián (25. 12. 1700 Dessau – 16. 16. 1751 tamtéž), kníže anhaltsko-desavský od roku 1747 až do své smrti, manž. 1737 Gisela Anežka Anhaltsko-Köthenská (21. 9. 1722 Köthen – 20. 4. 1751 Dessau)[2]
- 3. Dětřich (2. 8. 1702 Dessau – 2. 12. 1769 tamtéž), polní maršál, regent anhaltsko-desavského knížectví v letech 1751 až 1758, svobodný a bezdětný[2]
- 4. Bedřich Jindřich (27. 12. 1705 Dessau – 2. 3. 1781 tamtéž), polní maršál, svobodný a bezdětný[2]
- 5. Henrietta Marie Luisa (3. 8. 1707 Dessau – 7. 8. 1707 tamtéž)[2]
- 6. Luisa (21. 8. 1709 Dessau – 29. 7. 1732 Bernburg), manž. 1724 kníže Viktor Fridrich Anhaltsko-Bernburský (20. 9. 1700 Bernburg – 18. 5. 1765 tamtéž)[2]
- 7. Mořic (31. 10. 1712 Dessau – 11. 4. 1760 tamtéž), polní maršál, svobodný a bezdětný[3]
- 8. Anna Vilemína (13. 6. 1715 Dessau – 2. 4. 1780 tamtéž), svobodná a bezdětná[2]
- 9. Leopoldina Marie (12. 12. 1716 Dessau – 27. 1. 1782 Kolobřeh), manž. 1739 markrabě Bedřich Jindřich Braniborsko-Schwedtský (21. 8. 1709 Schwedt – 12. 12. 1788 tamtéž)[2]
- 10. Henrietta Amálie (7. 12. 1720 Dessau – 5. 12. 1793 tamtéž), svobodná, ale měla nelegitimního potomka[4]

V pozdním věku pak Leopold zplodil ještě dva nemanželské syny se Sofií Eleonorou Söldnerovou (1710–1779).
- 1. Georg Heinrich von Berenhorst (26. 10. 1733 Sandersleben – 30. 10. 1814 Dessau), vojenský spisovatel,  adjutant prince Jindřicha Pruského a poté Fridricha II. Velikého, nejvyšší hofmistr Leopolda III. Anhaltsko-Desavského,[6] I. manž. 1781 (rozv. 1783) Katharine Otto, II. manž. 1783 Henrietta von Bülow (30. 6. 1765 – 29. 8. 1813)[2]
- 2. Karl Franz von Berenhorst (1. 3. 1735 Sandersleben – 6. 6. 1804 Dessau), manž. 1785 Johanna Scholtz (14. 6. 1757 – 13. 2. 1826)[2]

## Život

### Mládí
Již v mládí se věnoval především vojenské strategii a na svůj věk byl fyzicky zdatný. Roku 1693 se stal plukovníkem pruského pluku a ještě toho roku zdělil knížectví Anhalt-Dessau. Po zbytek svého života zastával především funkci svrchovaného prince a důstojníka.
První zkušenosti s válkou zažil roku 1698 v Nizozemsku ve městě Namur, které bylo obléháno. Zde zůstal až do konce války roku 1697. V té době jeho knížectví spravovala matka-vdova Henrietta Kateřina. I po tom, co se Leopold vrátil a byl zletilý, stále většinu politických a ekonomických záležitostí spravovala sama.

### Válka o španělské dědictví
Leopold se jako dobrý vojevůdce projevil již při vypuknutí války, později zvané Válka o španělské dědictví. Měl na svědomí mnoho zlepšujících prvků pruské armády. Roku 1702 pak získal titul nadporučík-generál. Zúčastnil se obléhání Bonnu a bojoval také v bitvě u Hochstadtu, kde pruskou a rakouskou armádu porazila francouzská armáda v čele s maršálem Claude-Louis-Hector de Villars.
V roce 1705 byl Leopold poslán s pruským plukem, aby se připojili k princi Evženovi v Itálii, a spolu pak 6. srpna bojovali v bitvě u Cassana. V bitvě u Turína byl Leopold první, kdo vstoupil do nepřátelského obležení.
V roce 1710 Leopold převzal velení celého pruského kontingentu na francouzské frontě a roku 1712 se stal polním maršálem na žádost korunního prince Pruska, Fridricha Viléma. Krátce před tím se mu povedlo dobýt hrad Main, který byl v držení Holanďanů. Operace byla provedena úspěšně a hrad byl dobyt bez výstřelu.

### Velká severní válka
Ačkoli Prusko a Švédsko byli nepřátelé, Prusové se zdráhali podílet na velké severní válce. Teprve poté, co Rusové zničili většinu ze švédské armády, se Prusko rozhodlo vstoupit do války v roce 1715. Leopold doprovázel krále na frontu a velel armádě čítající 40 000 mužů. Ve spolupráci s dánskou armádou porazil dne 16. listopadu armádu Karla XII. Švédského v těžkém boji na ostrově Rujana. Po této bitvě se ale začal věnovat hlavně výcviku pruské armády.

### Výcvik pruské armády
I když se Leopold proslavil jako dobrý vojevůdce, většinu času trávil hlavně výcvikem pruské armády. O Leopoldovi se obecně říkalo, že je velmi přísný a hledí na disciplínu. Také armáda, kterou cvičil, byla prý velmi schopná, to se ale v žádné z dalších bitev neprokázalo. Velká chyba byla ta, že Leopold ve svém výcviku zanedbával jízdu, a to se projevilo především v bitvě u Mollwitz roku 1741. Fridrich II. Veliký vedl sám kavalerii do bitvy u Hohenfriedbergu, a kdyby mu v té době nepřispěchala na pomoc pěchota, byla by kavalérie rozprášena.
Později se začal věnovat i politice a zastával úřad polního maršála Říše.

### Služba pro Fridricha Velikého
Po smrti Fridricha Viléma roku 1740 převzal pruský trůn Fridrich II. Veliký, který (po nástupu Marie Terezie na trůn) vpadl do Slezska, a vyvolal tím války o rakouské dědictví. V této době pruský král Fridrich II. Veliký pověřil vojevůdce Leopolda úkolem ke zlepšení efektivity pruské armády. Dále pak (spolu s generálem Kalcksteinem) měl být prostředníkem mezi ním a českými nekatolíky při uskutečňování hromadné emigrace českých protestantů do nově nabytého území, tj. do pruského Slezska. Leopold sám ale příliš práce neodvedl a až do roku 1745 jen pozoroval saské hranice. Toho roku jeho žena zemřela a samotnému Leopoldovi již bylo 70 let.

## Vývod z předků
|                               |                                    |  |                                |                                 |  |  |  |  |  |  |  | Jáchym Arnošt Anhaltský |
|                               |                                    |  |                                |                                 |  |  |  |  |  |  |  |                         |
|                               | Jan Jiří I. Anhaltsko-Desavský     |  |                                |                                 |  |  |  |  |  |  |  |                         |
|                               |                                    |  |                                |                                 |  |  |  |  |  |  |  |                         |
|                               |                                    |  |                                | Agnes of Barby-Mühlingen        |  |  |  |  |  |  |  |                         |
|                               |                                    |  |                                |                                 |  |  |  |  |  |  |  |                         |
|                               | Jan Kazimír Anhaltsko-Desavský     |  |                                |                                 |  |  |  |  |  |  |  |                         |
|                               |                                    |  |                                |                                 |  |  |  |  |  |  |  |                         |
|                               |                                    |  |                                | Jan Kazimír Falcko-Simmernský   |  |  |  |  |  |  |  |                         |
|                               |                                    |  |                                |                                 |  |  |  |  |  |  |  |                         |
|                               | Dorotea Falcko-Simmernská          |  |                                |                                 |  |  |  |  |  |  |  |                         |
|                               |                                    |  |                                |                                 |  |  |  |  |  |  |  |                         |
|                               |                                    |  |                                | Alžběta Saská                   |  |  |  |  |  |  |  |                         |
|                               |                                    |  |                                |                                 |  |  |  |  |  |  |  |                         |
|                               | Jan Jiří II. Anhaltsko-Desavský    |  |                                |                                 |  |  |  |  |  |  |  |                         |
|                               |                                    |  |                                |                                 |  |  |  |  |  |  |  |                         |
|                               |                                    |  |                                | Vilém IV. Hesensko-Kasselský    |  |  |  |  |  |  |  |                         |
|                               |                                    |  |                                |                                 |  |  |  |  |  |  |  |                         |
|                               | Mořic Hesensko-Kasselský           |  |                                |                                 |  |  |  |  |  |  |  |                         |
|                               |                                    |  |                                |                                 |  |  |  |  |  |  |  |                         |
|                               |                                    |  |                                | Sabina Württemberská            |  |  |  |  |  |  |  |                         |
|                               |                                    |  |                                |                                 |  |  |  |  |  |  |  |                         |
|                               | Anežka Hesensko-Kasselská          |  |                                |                                 |  |  |  |  |  |  |  |                         |
|                               |                                    |  |                                |                                 |  |  |  |  |  |  |  |                         |
|                               |                                    |  |                                | Jan VII. Nasavsko-Siegenský     |  |  |  |  |  |  |  |                         |
|                               |                                    |  |                                |                                 |  |  |  |  |  |  |  |                         |
|                               | Juliana Nasavsko-Dillenburská      |  |                                |                                 |  |  |  |  |  |  |  |                         |
|                               |                                    |  |                                |                                 |  |  |  |  |  |  |  |                         |
|                               |                                    |  |                                | Magdalena Waldecko-Wildungenská |  |  |  |  |  |  |  |                         |
|                               |                                    |  |                                |                                 |  |  |  |  |  |  |  |                         |
| Leopold I. Anhaltsko-Desavský |                                    |  |                                |                                 |  |  |  |  |  |  |  |                         |
|                               |                                    |  |                                |                                 |  |  |  |  |  |  |  |                         |
|                               |                                    |  | Vilém I. Nasavsko-Dillenburský |                                 |  |  |  |  |  |  |  |                         |
|                               |                                    |  |                                |                                 |  |  |  |  |  |  |  |                         |
|                               | Vilém I. Oranžský                  |  |                                |                                 |  |  |  |  |  |  |  |                         |
|                               |                                    |  |                                |                                 |  |  |  |  |  |  |  |                         |
|                               |                                    |  |                                | Juliana ze Stolbergu            |  |  |  |  |  |  |  |                         |
|                               |                                    |  |                                |                                 |  |  |  |  |  |  |  |                         |
|                               | Frederik Hendrik Oranžský          |  |                                |                                 |  |  |  |  |  |  |  |                         |
|                               |                                    |  |                                |                                 |  |  |  |  |  |  |  |                         |
|                               |                                    |  |                                | Gaspard de Coligny              |  |  |  |  |  |  |  |                         |
|                               |                                    |  |                                |                                 |  |  |  |  |  |  |  |                         |
|                               | Luisa de Coligny                   |  |                                |                                 |  |  |  |  |  |  |  |                         |
|                               |                                    |  |                                |                                 |  |  |  |  |  |  |  |                         |
|                               |                                    |  |                                | Charlotte de Laval              |  |  |  |  |  |  |  |                         |
|                               |                                    |  |                                |                                 |  |  |  |  |  |  |  |                         |
|                               | Henrietta Kateřina Oranžská        |  |                                |                                 |  |  |  |  |  |  |  |                         |
|                               |                                    |  |                                |                                 |  |  |  |  |  |  |  |                         |
|                               |                                    |  |                                | Konrád ze Solms-Braunfelsu      |  |  |  |  |  |  |  |                         |
|                               |                                    |  |                                |                                 |  |  |  |  |  |  |  |                         |
|                               | Jan Albrecht I. ze Solms-Braunfels |  |                                |                                 |  |  |  |  |  |  |  |                         |
|                               |                                    |  |                                |                                 |  |  |  |  |  |  |  |                         |
|                               |                                    |  |                                | Alžběta Nasavsko-Dillenburská   |  |  |  |  |  |  |  |                         |
|                               |                                    |  |                                |                                 |  |  |  |  |  |  |  |                         |
|                               | Amálie zu Solms-Braunfels          |  |                                |                                 |  |  |  |  |  |  |  |                         |
|                               |                                    |  |                                |                                 |  |  |  |  |  |  |  |                         |
|                               |                                    |  |                                | Ludvík I. z Wittgensteinu       |  |  |  |  |  |  |  |                         |
|                               |                                    |  |                                |                                 |  |  |  |  |  |  |  |                         |
|                               | Anežka ze Sayn-Wittgenstein        |  |                                |                                 |  |  |  |  |  |  |  |                         |
|                               |                                    |  |                                |                                 |  |  |  |  |  |  |  |                         |
|                               |                                    |  |                                | Alžběta Solmsko-Laubašská       |  |  |  |  |  |  |  |                         |
|                               |                                    |  |                                |                                 |  |  |  |  |  |  |  |                         |